# Гай Видацилий
Гай Видацилий или Гай Юдацилий (лат. Gaius Judacilius; умер в 89 году до н. э., Аускул, Пицен, Италия) — италийский военный деятель, один из предводителей италиков в Союзнической войне.
Видацилий был уроженцем Аускула. Когда союзники восстали против Рима (91 год до н. э.), Видацилий стал «одним из общих предводителей с неограниченною властью над всем союзным войском», то есть одним из 12 преторов Италийского союза. Он успешно действовал в Апулии, где на его сторону перешли Канузий, Венузия и многие другие города; неподчинявшиеся города он брал штурмом, убивал знатных римлян, а простых людей и рабов включал в своё войско.
Затем Видацилий появился на севере Италии. Соединившись с Титом Лафрением и Веттием Скатоном, он разбил у Фалернской горы Гнея Помпея Страбона и ушёл, оставив Лафрения осаждать остатки римской армии в Фирме. Однако Помпей смог уничтожить войско Лафрения и осадил Аускул, после чего Видацилий поспешил на помощь родному городу. Он прорвался в Аускул с восемью когортами. Там он не получил должного содействия со стороны горожан и понял, что отстоять город не сможет. Тогда Видацилий перебил всех своих врагов, а потом созвал «первых мужей своего племени» на пир и во время застолья принял яд. Согласно Аппиану, после этого он лёг на заранее приготовленный костёр и приказал друзьям поджечь его. При этом Видацилий побуждал других последовать его примеру. Орозий пишет, что «все восславили его поступок, но примеру его никто не последовал».